# 國後目梨之戰
國後目梨之戰（日语： Kunashiri Menashi no tatakai），是發生於1789年5月阿伊努人與和人的戰鬥，地點是日本北海道東北部的知床半島，當時阿伊努人在國後島襲擊和人，有70多個日本人被殺，事後日本逮捕了37個被認定有份參與的阿伊努人和其他很多人，衝突起因不明，但可能是日本貿易商在阿伊努人宣誓儀式用的酒下毒和其他令人討厭的行為。
《夷酋列像》就是在战役结束以后绘制而成。